# Петер Розегер (награда)
Литературната награда „Петер Розегер“ (на немски: Peter-Rosegger-Literaturpreis) на провинция Щирия се присъжда след 1951 г. в памет на австрийския писател и поет Петер Розегер.
След 2012 г. наградата е на стойност 10 000 €.

## Носители на наградата (подбор)
- Волфганг Бауер (1970)
- Феликс Митерер (1987)
- Илзе Айхингер (1991)
- Герхард Рот (1993)
- Алфред Колерич (1997)
- Мариане Фриц (1999)
- Волфганг Бауер (2004)
- Марлене Щреерувиц (2008)